# Matthias Jacob Schleiden

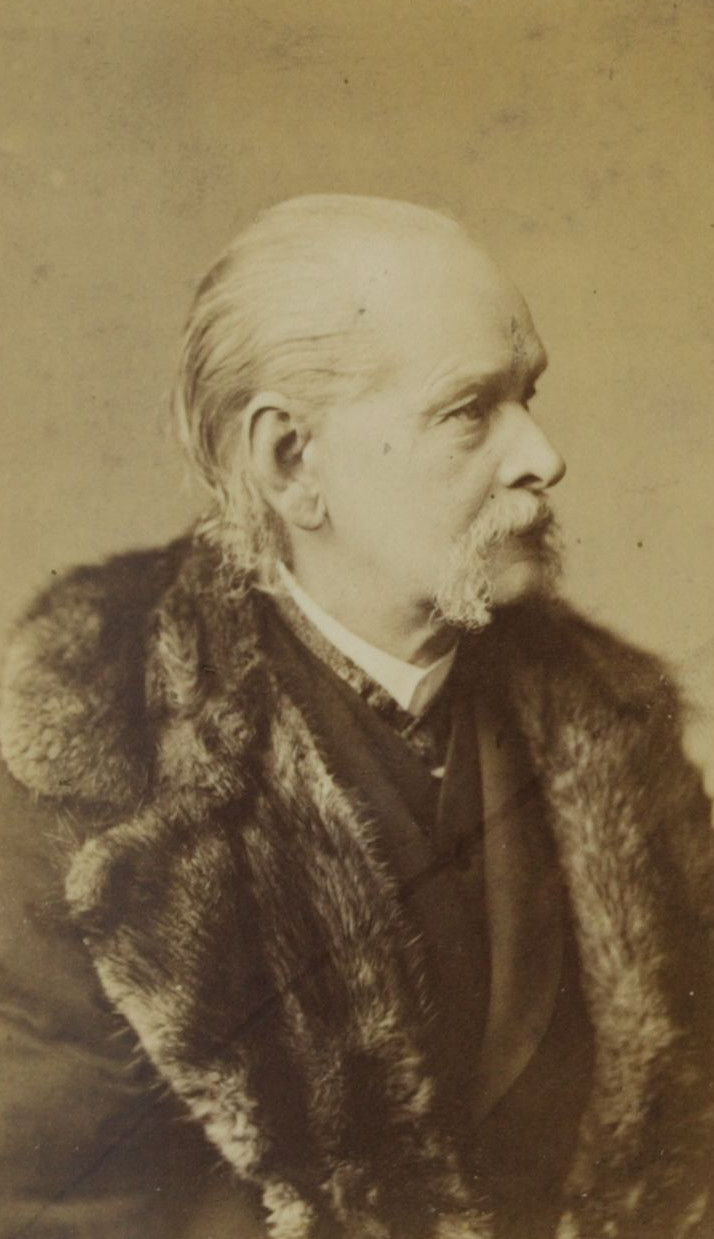
Matthias Jacob Schleiden, um 1871

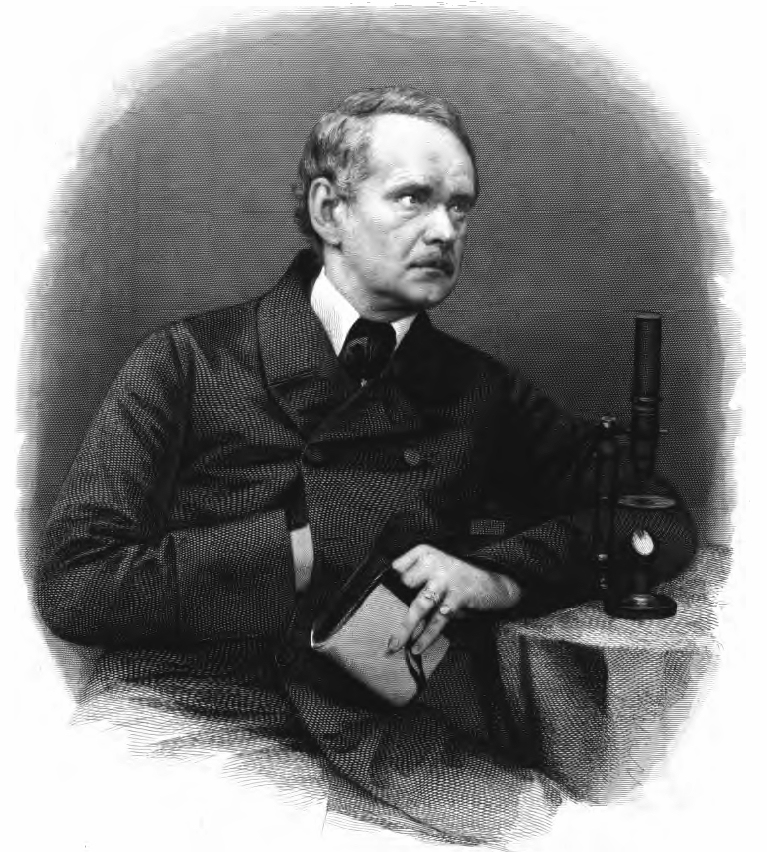
Matthias Jacob Schleiden

Matthias Jacob Schleiden (* 5. April 1804 in Hamburg; † 23. Juni 1881 in Frankfurt am Main) war ein deutscher Botaniker und Mitbegründer der Zelltheorie. Sein offizielles botanisches Autorenkürzel lautet „Schleid.“ 

## Leben und Wirken
Matthias Jacob Schleiden war der Sohn von Andreas Benedict Schleiden (1775–1853) und Sophie Eleonore Bergeest (1776–1856),. Zunächst studierte er Rechtswissenschaften an der Universität Heidelberg und wurde 1826 zum Doktor der Rechte promoviert. Anschließend ging er zurück in seine Heimatstadt Hamburg. Schleiden wurde dort am 26. Oktober 1827 als Advokat zugelassen und war bis 1831 als solcher eingeschrieben. Nach einem 1832 erfolgten Suizidversuch im Rahmen einer seiner depressiven Phasen nahm er 1832 oder 1833 an der Universität Göttingen ein Medizin-Studium auf, in dessen Verlauf sein Interesse für die Naturwissenschaften, speziell zur Botanik, immer mehr zunahm. Hier war er meistenteils Schüler von Friedrich Gottlieb Bartling. Er ging 1835 nach Berlin, studierte bei Johann Horkel und beschäftigte sich hauptsächlich mit Botanik, Pflanzenphysiologie und vor allem Pflanzenembryologie. 1838 hatte er die Zelle als Formelement der Pflanze und die Entwicklung der Pflanze aus der Zelle erkannt.
Im Jahr 1839 wurde er zum Dr. phil. promoviert und bekam einen Ruf als außerordentlicher Professor an der Universität Jena. 1850 avancierte er zum Ordinarius und man betraute ihn mit der Leitung des Botanischen Gartens der Universität. In Jena hielt Schleiden nicht nur Vorlesungen naturwissenschaftlich-botanischen Inhalts; er sprach auch über anthropologische, philosophische und kulturhistorische Themen. Genau wie Alexander von Humboldt wollte Schleiden beim gebildeten Bürger das Interesse an Naturwissenschaften wecken und fördern.
Er schrieb Beiträge zur Phytogenese und wies als erster Botaniker nach, dass die verschiedenen Teile der Pflanzen aus Zellen bestehen. Er erkannte auch die Bedeutung des Zellkerns, der 1831 von dem schottischen Botaniker Robert Brown entdeckt worden war. Schleiden war einer der ersten deutschen Botaniker, die Charles Darwins Evolutionstheorie akzeptierten.
1863 nahm Schleiden einen Ruf an die Universität Dorpat (Livland) an, wo man ihm dort einen Lehrstuhl für Pflanzenchemie anbot. Auch hier hielt er Vorträge für das Bildungsbürgertum. Missverständnisse und Streitereien mit der Kirche ließen ihn 1864 resigniert nach Dresden zurückkehren. Als Privatgelehrter wirkte er bis an sein Lebensende nacheinander in Darmstadt, Wiesbaden und Frankfurt am Main.

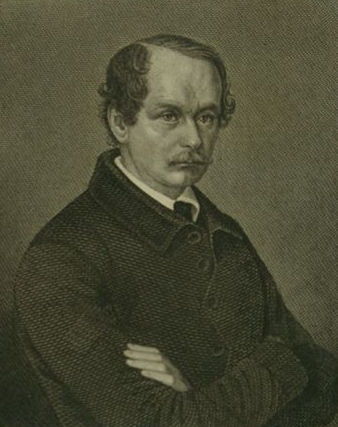
Professor der Naturgeschichte in Jena

In seinem wissenschaftlichen Werk stand Schleiden dem Philosophen Jakob Friedrich Fries nahe in seinem Kampf gegen jedwede Art von Spekulationen, welche Medizin und Naturwissenschaften der Romantik beeinflussten. Schleiden gehörte auch zu den bedeutendsten Pharmakognosten seiner Zeit. Zusammen mit Theodor Schwann, der 1839 die tierische Zellenlehre begründete, schuf Schleiden mit der Zelltheorie die Grundlagen der Zellularpathologie von Rudolf Virchow.
Schleiden erwarb sich Verdienste durch sein Eintreten gegen den erstarkenden Antisemitismus der 1870er Jahre.

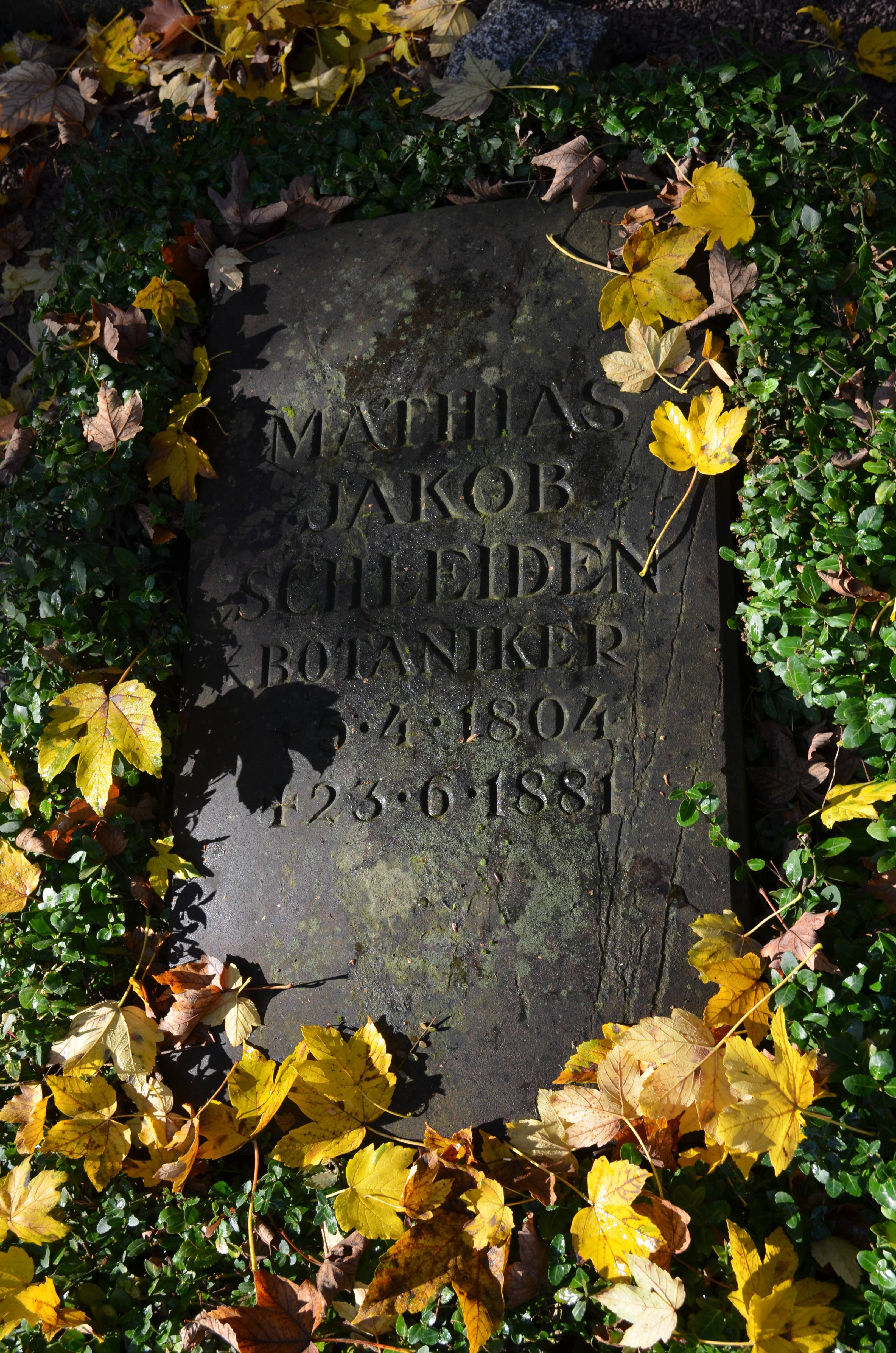
Grab auf dem Frankfurter Hauptfriedhof

Im Alter von 77 Jahren starb Matthias Jacob Schleiden am 23. Juni 1881 in Frankfurt am Main.

## Ehrungen
Am 1. Januar 1838 wurde Matthias Jacob Schleiden unter der Präsidentschaft von Christian Gottfried Daniel Nees von Esenbeck mit dem akademischen Beinamen Malpighi unter der Matrikel-Nr. 1450 als Mitglied in die Kaiserliche Leopoldino-Carolinische Akademie der Naturforscher aufgenommen. Seit 1849 war er Mitglied der Königlich Sächsischen Gesellschaft der Wissenschaften zu Leipzig. 1854 wurde er zum auswärtigen Mitglied der Bayerischen Akademie der Wissenschaften ernannt. Die Russische Akademie der Wissenschaften nahm ihn 1850 als korrespondierendes Mitglied auf. Am 1. Mai 1860 wurde er auch als Mitglied der Akademie gemeinnütziger Wissenschaften zu Erfurt aufgenommen. Ihm zu Ehren wurde die Gattung Schleidenia Endl. der Pflanzenfamilie der Raublattgewächse (Boraginaceae) benannt.
Nach Matthias Jacob Schleiden sind folgende Orte und Einrichtungen benannt:
- Schleidenplatz in Berlin-Friedrichshain
- Schleidenstraße in Frankfurt am Main-Nordend
- Schleidenstraße, Schleidenbrücke und Schleidenpark in Hamburg-Barmbek-Süd mit dem angrenzenden historischen Gebäudekomplex des Schleidenhofes
- Schleidenstraße in Jena
- Matthias-Schleiden-Institut für Genetik, Bioinformatik und Molekulare Botanik der Friedrich-Schiller-Universität Jena[14]
- Matthias-Schleiden-Weg in Erfurt
- Mathias-Schleiden-Straße in Köln-Riehl
- Schleidengasse in Wien-Floridsdorf
- Schwann-Schleiden-Forschungszentrum der Georg-August-Universität Göttingen[15]

Der Asteroid (37584) Schleiden wurde am 26. Mai 2002 nach ihm benannt. Ihm zu Ehren vergibt die Leopoldina die Schleiden-Medaille.

## Schriften
- Beiträge zur Phytogenesis. In: Archiv für Anatomie, Physiologie und wissenschaftliche Medicin. 1838, S. 137–176.
- Grundzüge der wissenschaftlichen Botanik nebst einer methodologischen Einleitung als Anleitung zum Studium der Pflanze. 2 Teile. Leipzig 1842, 1843, 1850, spätere Auflagen unter dem Titel Die Botanik als inductive Wissenschaft bearbeitet; Nachdruck: Olms, Hildesheim / Zürich / New York 1998, ISBN 3-487-10530-6.
- Schellings und Hegels Verhältnis zur Naturwissenschaft: Zum Verhältnis der physikalistischen Naturwissenschaft zur spekulativen Naturphilosophie, 1844; Nachdrucke u. a. Severus-Verlag 2012, ISBN 978-3-86347-298-6.
- Über die fossilen Pflanzenreste des Jenaischen Muschelkalks. In: E.E. Schmid & M.J. Schleiden: Die geognostischen Verhältnisse des Saalthales bei Jena. Verlag von Wilhelm Engelmann, Leipzig 1846, S. 66–72, 74, Taf. V.
- Die Pflanze und ihr Leben. Engelmann, Leipzig 1848 (Digitalisat und Volltext im Deutschen Textarchiv).
- Handbuch der botanischen Pharmakognosie, für Aerzte, Apotheker und Botaniker zum Gebrauche bei Vorlesungen und zum Selbststudium. Verlag von W. Engelmann, Leipzig 1857.
- Das Alter des Menschengeschlechts, die Entstehung der Arten und die Stellung des Menschen in der Natur. Engelmann, Leipzig 1863 (Digitalisat und Volltext im Deutschen Textarchiv).
- Das Meer. Verlag und Druck A. Sacco Nachf., Berlin 1867, DNB 1001148282; Nachdruck: Severus, Hamburg 2012, ISBN 978-3-86347-291-7.
- Die Rose. Geschichte und Symbolik in ethnographischer und kulturhistorischer Beziehung. Verlag und Druck Wilhelm Engelmann, Leipzig 1873; Nachdruck: Sändig, Wiesbaden 1973, ISBN 3-500-26940-0.
- Die Bedeutung der Juden für Erhaltung und Wiederbelebung der Wissenschaften im Mittelalter. Commissionsverlag von Baumgaertner’s Buchhandlung, Leipzig 1877; Nachdruck: Nabu Press 2010, ISBN 978-1-149-67731-5; Digitalisat der Universitätsbibliothek Frankfurt am Main 2007
- Die Romantik des Martyriums bei den Juden im Mittelalter. Verlag und Druck W. Engelmann, Leipzig 1878; Nachdruck: Kessinger Pub Co 2010, ISBN 978-1-162-51552-6; Digitalisat der Universitätsbibliothek Frankfurt am Main 2007
- Studien. Populäre Vorträge. Wilhelm Engelmann, Leipzig 1857; Digitalisat der Herzogin Anna Amalia Bibliothek, Weimar 2008